# Rivarolo Mantovano
Rivarolo Mantovano (lombardul: Rivaröl) település Olaszországban, Lombardia régióban, Mantova megyében. Lakosainak száma 2378 fő (2023. január 1.). Rivarolo Mantovano Casteldidone, Piadena Drizzona, Rivarolo del Re ed Uniti, San Martino dall’Argine, Spineda, Bozzolo és Tornata községekkel határos.

## Népesség
A település lakossága az elmúlt években az alábbi módon változott:
| Lakosok száma | 2584 | 2553 | 2378 |
|               | 2017 | 2018 | 2023 |